# Macau Fisherman's Wharf
Macau Fisherman's Wharf (portugais : Doca dos Pescadores ; chinois : 澳門漁人碼頭) est le premier parc à thème de Macao. Il est situé dans la péninsule de Macao, près de la jetée du ferry de Hong Kong-Macao. La construction a duré cinq ans, avant une cérémonie d'ouverture par le Chef de l'exécutif de Macao le 31 décembre 2005. Après une année d'exercice, le parc est officiellement inauguré le 31 décembre 2006.
Le complexe comprend plus de 150 magasins et restaurants dans des bâtiments construits dans le style de différents ports maritimes mondiaux comme Le Cap, Amsterdam, La Havane, Miami, etc. Il dispose de six attractions, une salle de machines à sous, un hôtel de 72 chambres et un casino, un amphithéâtre romain de 2 000 places, réplique du Colisée. En 2007, les montagnes russes ferment à la suite d'un accident. Elles restent fermées pendant deux ans avant d'être démontées.

## Anciennes montagnes russes
| Nom          | Type                          | Constructeur | Années      |
| ------------ | ----------------------------- | ------------ | ----------- |
| Dragon Quest | Montagnes russes en intérieur |              | 2005 - 2007 |

## Galerie

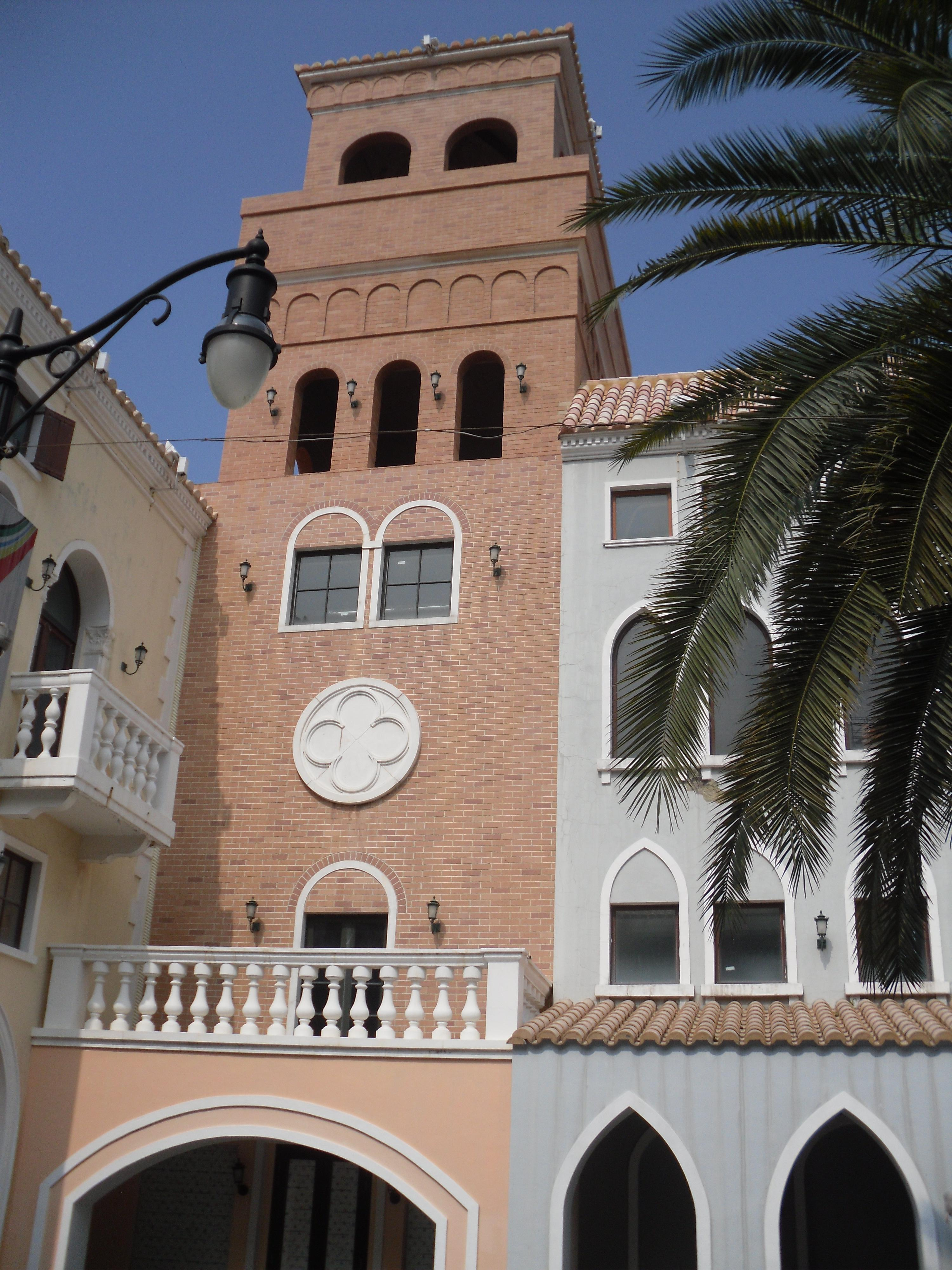
L'Italie.
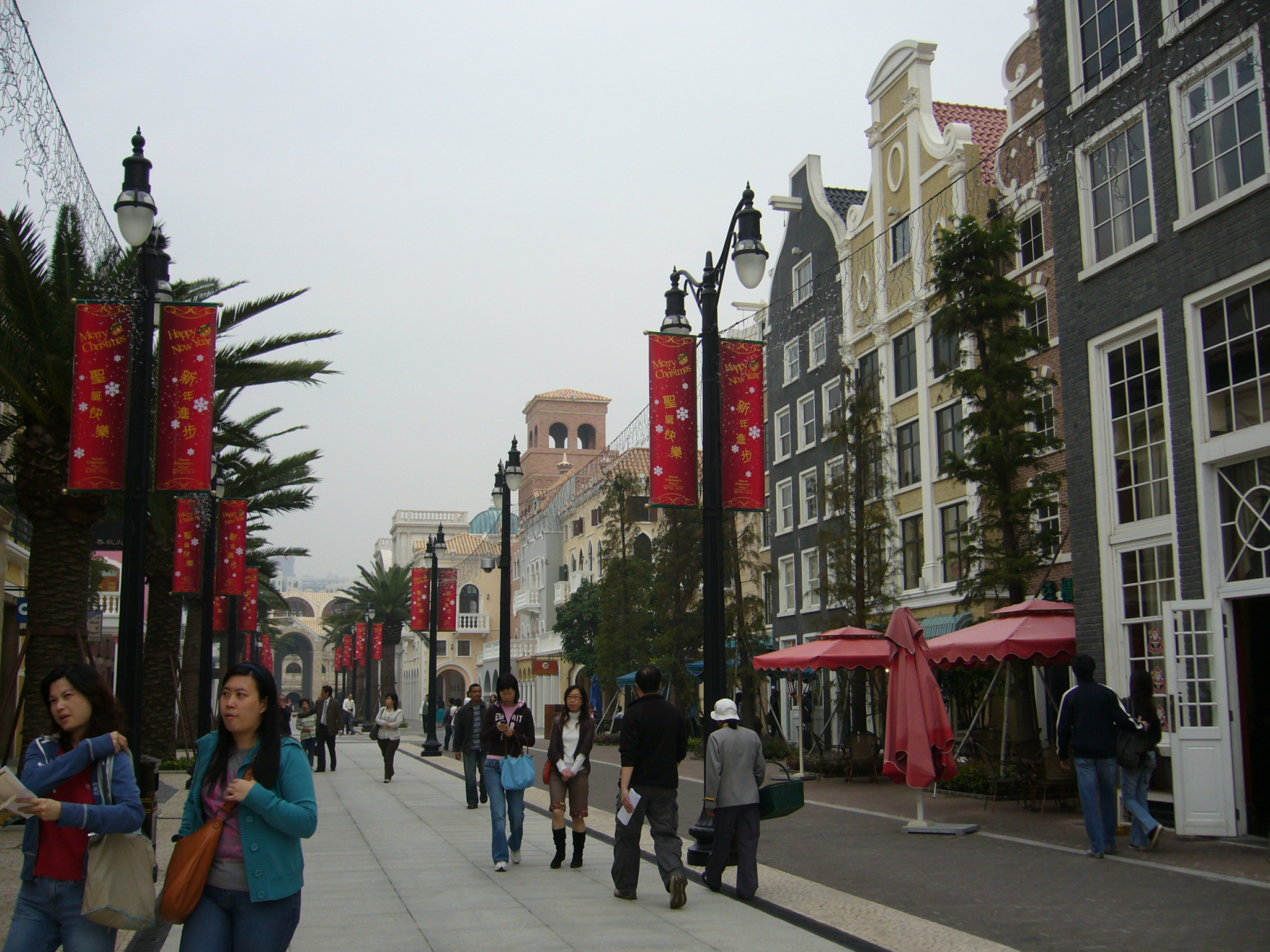
Les célébrations de fin d'année.
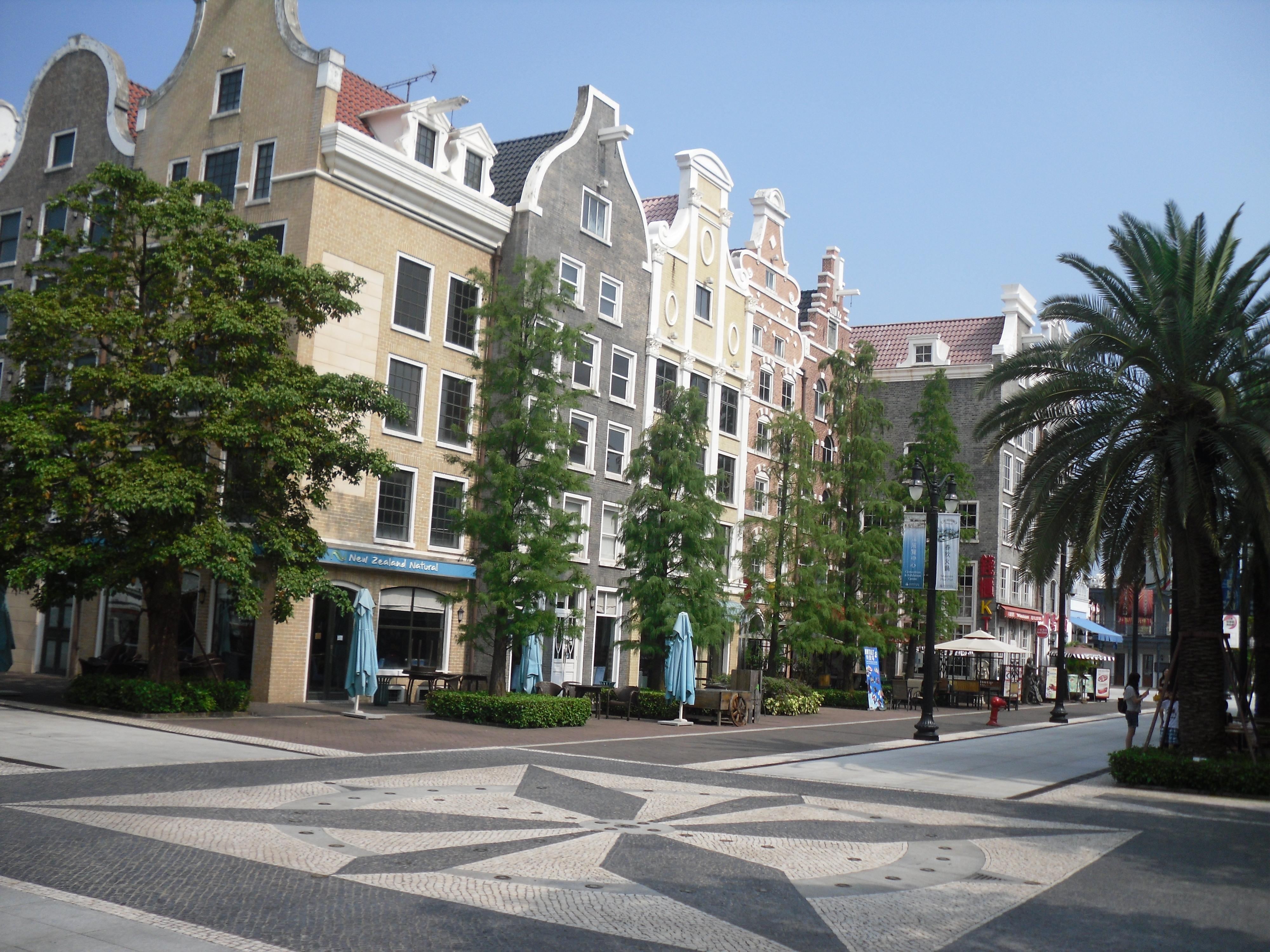
Port d'Amsterdam.
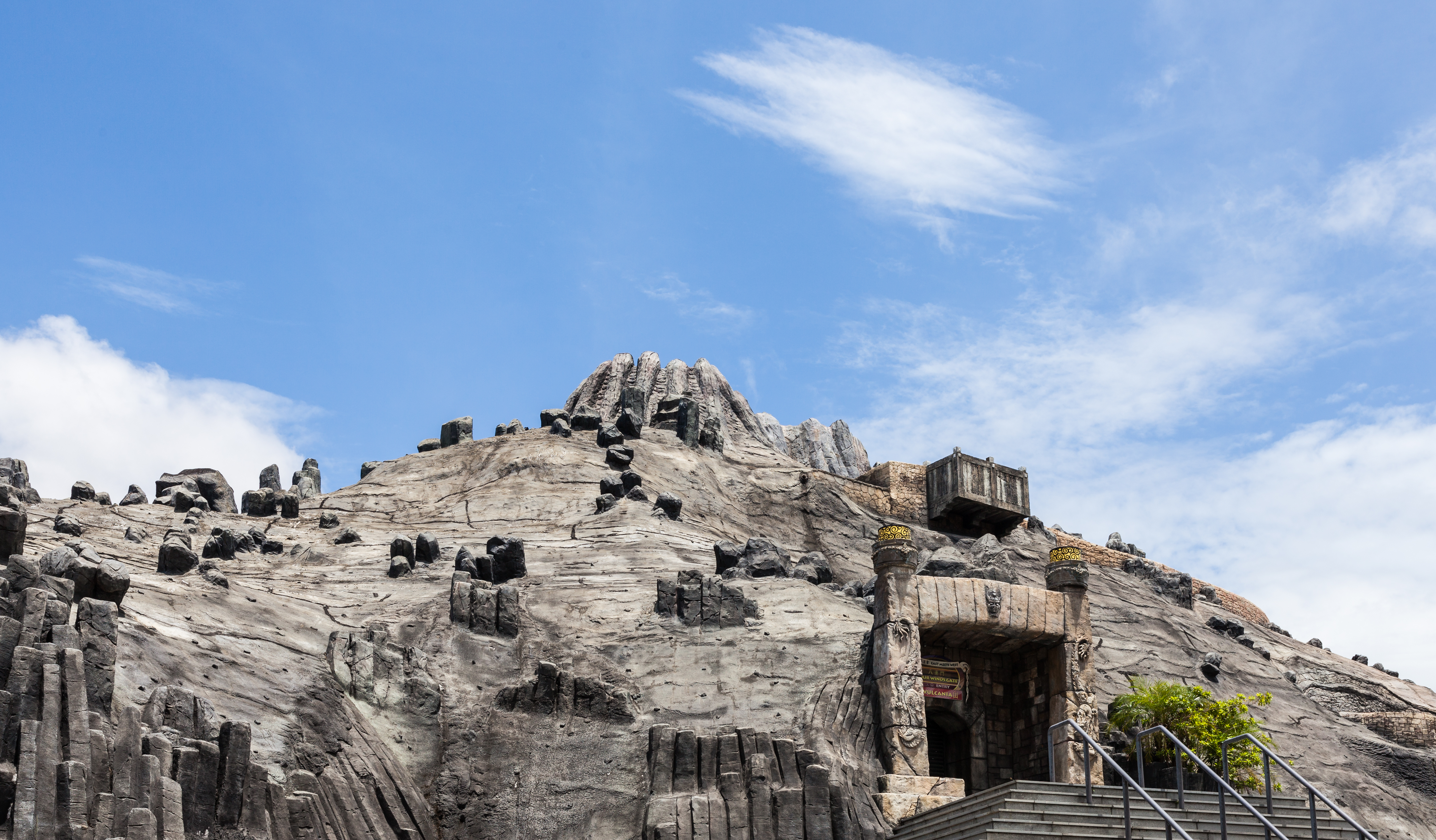
Vulcania abritant les montagnes russes.
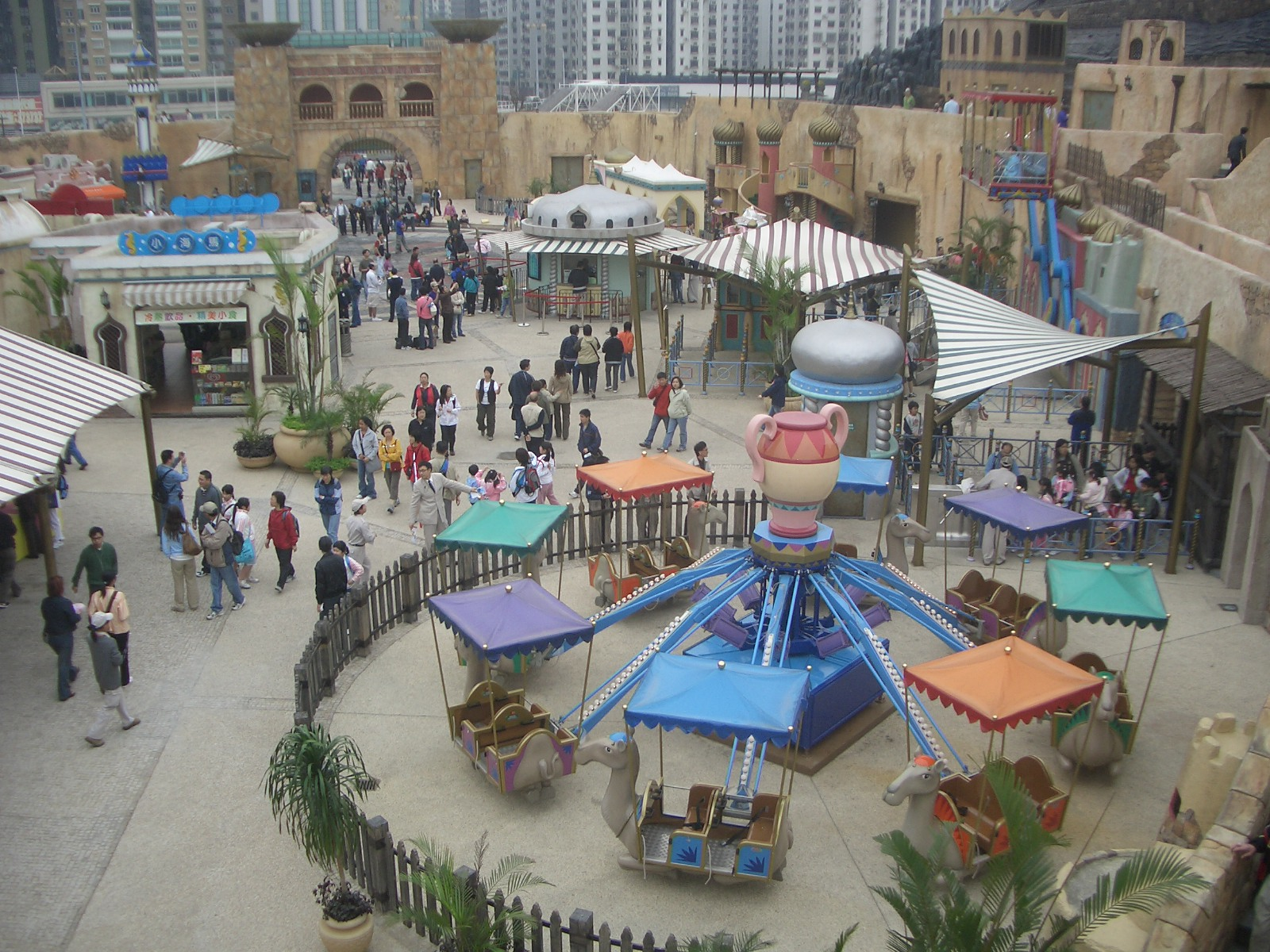
Aladdin's Fort, attractions pour enfants.
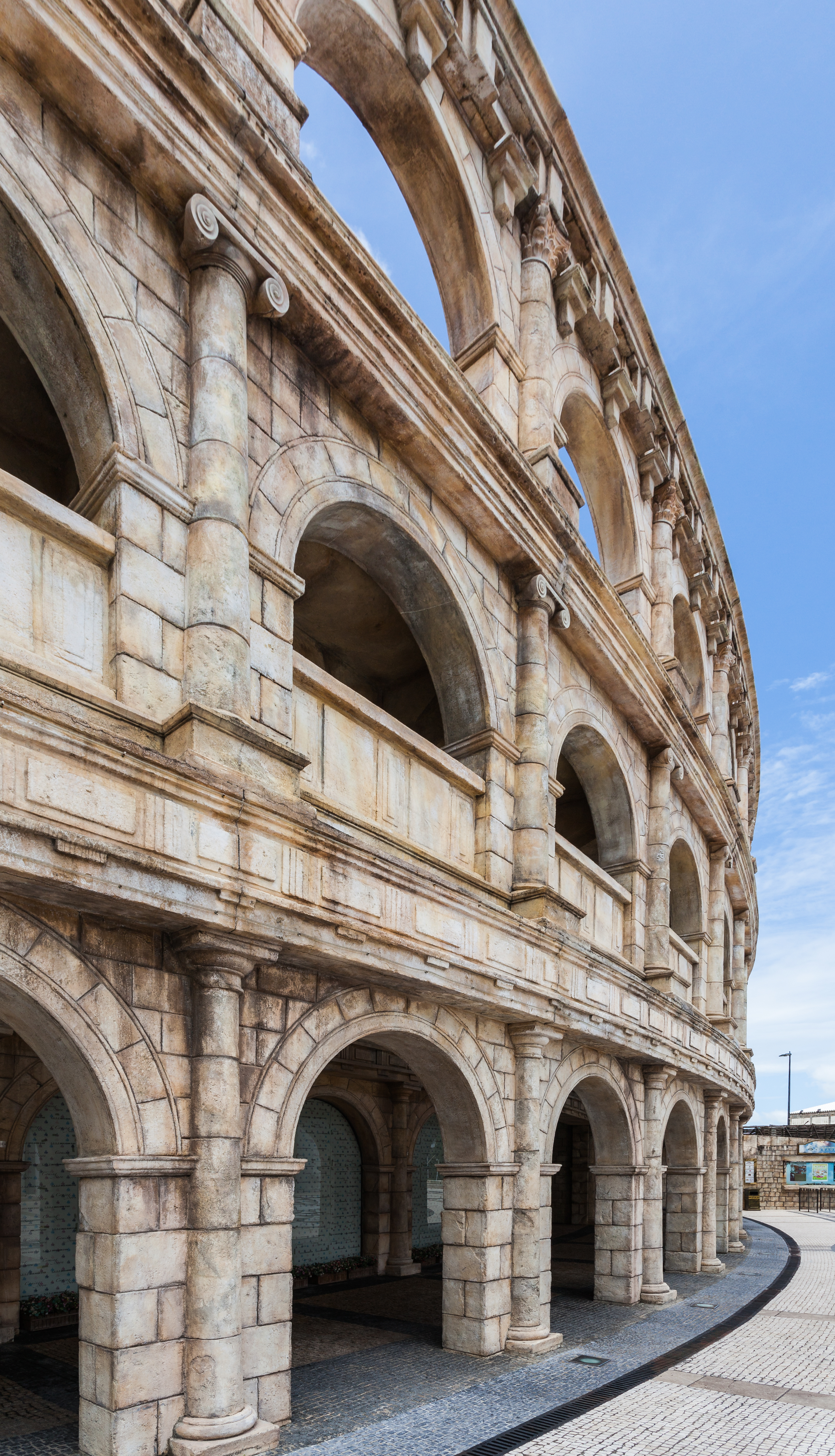
Anfiteatro romano